# George Naylor (Unternehmer, 1885)
George Naylor, auch Georg Naylor (* 29. April 1885 in Wittenberge; † nach 1942), war ein deutscher Unternehmer und Erfinder von Kunstleder.

## Leben
George Naylor war der Sohn des bekannten Tuchfabrikanten Edmund Saville Naylor. Die wohlhabende Familie betrieb die Wittenberg’sche Kunstwollfabrik, Naylor & Co., die im Jahr 1899 knapp 500 Beschäftigte hatte. George Naylor besuchte in Wittenberge die Realschule und dann in Magdeburg die Oberrealschule, wo er auch die Reifeprüfung absolvierte. Nach mehrjährigen praktischen Erfahrungen und zweijährigem Studium in Leeds trat er in die Vereinigte Märkische Tuchfabriken A.-G. mit Sitz in Berlin-Charlottenburg und Betrieben in Luckenwalde und Berlin-Niederschöneweide ein, wo er die Funktion des technischen Direktors bekleidete. Im Ersten Weltkrieg diente er in der 1. Feld-Kompagnie des 20. Pionier-Regiments Nr. 20 als Leutnant der Reserve. Ende 1919 wurde George Naylor für die Vereinigte Märkische Tuchfabriken AG Prokura erteilt.
In Wittenberge entwickelte er mit Eduard Herzinger ein Verfahren zur Herstellung von lederfesten und lederähnlichen Geweben. Mit dieser Innovation wurde eine Art von Kunstleder erfunden, und man konnte Engpässe bei Lederverfügbarkeit vermindern und gleichzeitig Stoffe herstellen, die im Vergleich zum Leder weniger Nachteile in Bezug auf Feuchtigkeit, Fäulnis und Reißfestigkeit hatten.
Im April 1924 wurde Naylor Direktor und Vorstandsmitglied der Gladbacher Textilwerke A. G. vorm. Schneiders & Irmen. Diese wurde schon 1925/26 von der Gladbacher Wollindustrie A. G. vorm. L. Josten übernommen.
Zudem war Naylor 1928 technischer Direktor und Vorstandsvorsitzender bei Jancke & Co., einer Kommanditgesellschaft auf Aktien in Grünberg in Schlesien. Dort starb im selben Jahr seine Ehefrau. 1933 wird Naylor im Adressbuch von Grünberg bereits selbst als Inhaber der Fa. Tuch- und Kunstwollwerke Jancke & Co. aufgeführt, ebenso noch 1942 in Löbners Textil-Adressbuch.

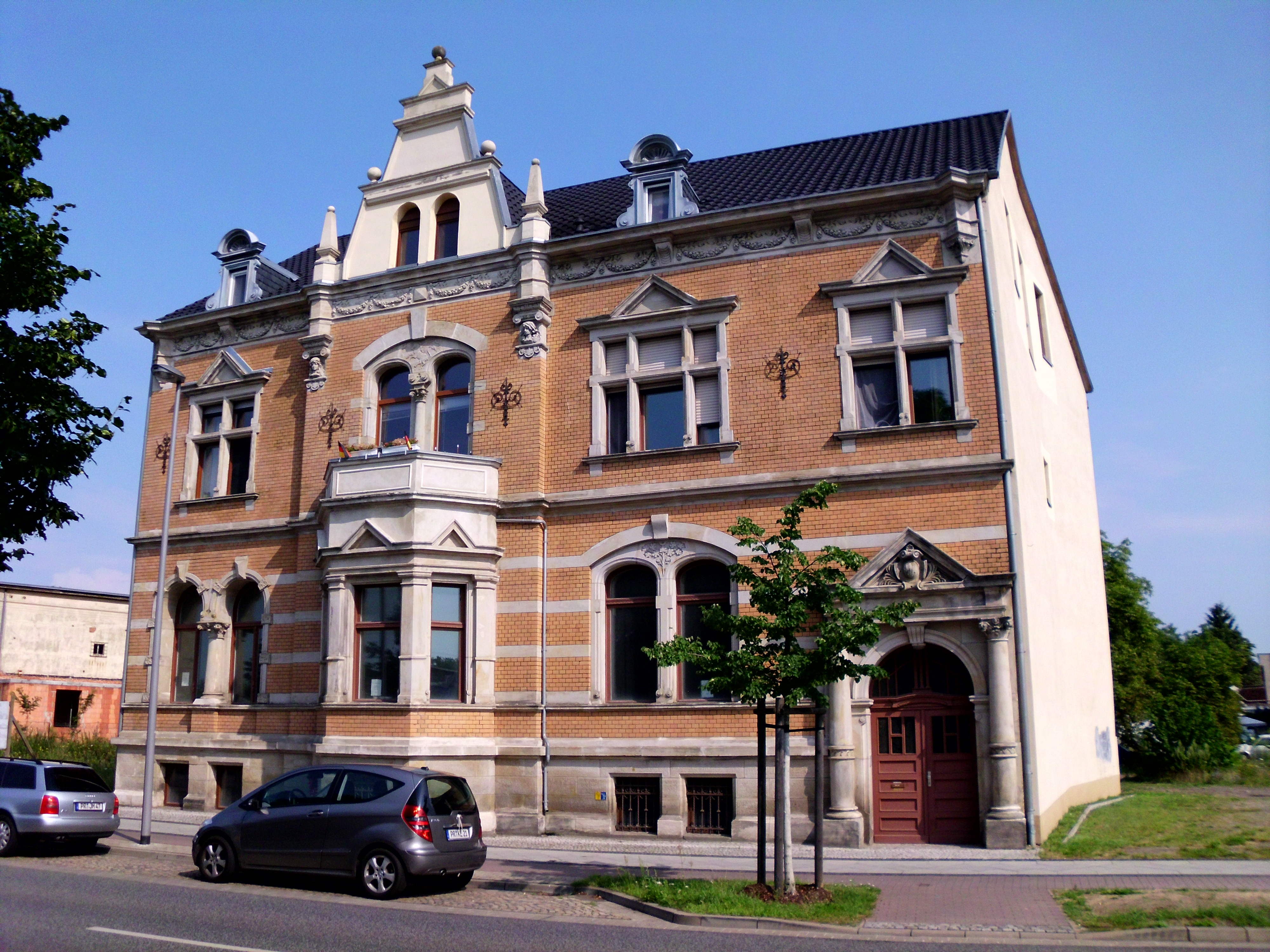
Villa Naylor in Wittenberge, Bad Wilsnacker Straße 30

## Trivia
Sein Elternhaus war die „Naylorsche Villa“ in Wittenberge, die bis heute erhalten ist und in der Liste der Baudenkmale in Wittenberge geführt wird.

## Privates
Naylor wurde bei Geburt am 29. April 1885 im Deutschen Reich eingebürgert, als Beruf wurde später „Ingenieur“ ergänzt. In und um Wittenberge sind etliche seiner Familienangehörigen ansässig gewesen. Naylor war verheiratet mit Margarete Marie Pauline Votsch (* 20. August 1887 in Gera). Aus der Ehe gingen zwei Kinder hervor: die Tochter Margot Ruth Naylor (* 5. Oktober 1914) und der Textil-Ingenieur, Autor und Übersetzer Hans Edmund Naylor (* 20. November 1917). Sein Sohn heiratete 1942 Florentine Jancke (1922–2013), eine Tochter des verstorbenen Fabrikbesitzers Karl Gustav Jancke.